# Berlin-Bohnsdorf
Berlin-Bohnsdorf [ˈboːnsˌdɔʁf]  est un quartier à Berlin situé depuis 2001 dans l'arrondissement de Treptow-Köpenick.
Le quartier a été incorporé à Berlin le 1er octobre 1920. Entre 1920 et 2001, il faisait partie du district de Treptow.

## Population
Le quartier comptait 11 347 habitants le 1er janvier 2017 selon le registre des déclarations domiciliaires, c'est-à-dire 1 740 hab./km2.